# مملكة المجر
مملكة المجر هي مملكة غطت منطقة من شرق أوروبا وضمت المناطق الحالية للمجر وسلوفاكيا وترانسيلفانيا وكرواتيا وشمال صربيا وأصبحت مملكة يوم عيد الميلاد لسنة 1000، تحت ملكها إسطفان من أسرة أرباد وتعرضت عام 1241 للغزو المغولي الذي أضعفها وانتهت الأسرة عام 1301، وعاشت فترات متذبذبة من القوة والضعف حتى أواخر القرن الخامس عشر الميلادي. وسيطر العثمانيون على معظمها من أوائل القرن السادس عشر إلى أواخر القرن السابع عشر.
اتبعت مملكة المجر النظام الملكي، وقامت في وسط أوروبا في فترة العصور الوسطى حتى القرن العشرين (1000-1946 باستثناء الأعوام 1918-1920). ظهرت إمارة المجر باعتبارها مملكة مسيحية إبان تتويج أول ملك لها الملك إسطفان الأول في ازترغوم حوالي سنة 1000؛ ورثت سلالته (سلالة أرباد) العرش الملكي لمدة 300 عامًا. بحلول القرن الثاني عشر، أصبحت المملكة قوة أوروبية وسطى داخل العالم الغربي.
بسبب الفتح العثماني للأراضي الوسطى والجنوبية من المجر في القرن السادس عشر، قُسّم هذا البلد إلى ثلاثة أجزاء: المجر التابعة للنظام الملكي لهابسبورغ، والمجر العثمانية، وإمارة ترانسيلفانيا شبه المستقلة. ورثت سلالة هابسبورغ العرش الهنغاري بعد معركة موهاج حتى عام 1918، كما لعبت دورًا حاسمًا في حروب التحرير ضد الإمبراطورية العثمانية.
كانت مملكة المجر دولة متعددة القوميات منذ إنشائها حتى توقيع معاهدة تريانون، وقامت على أراض ما هو اليوم دول: المجر، وسلوفاكيا، وترانسيلفانيا، وأجزاء أخرى من رومانيا، وروثينيا الكارباتية (الآن جزء من أوكرانيا)، وفويفودينا (الآن جزء من صربيا)، وأراضي بورغنلاند (الآن جزء من النمسا)، وميدوريي (الآن جزء من كرواتيا)، وبريكمورج (الآن جزء من سلوفينيا)، وبعض قرى بولندا. ضمت أيضًا أراضي كرواتيا منذ عام 1102، إذ اتحدت معها بقيادة ملك المجر.
وفقًا لما ذكره علماء إحصائيات السكان، فقد كان حوالي 80% من السكان مجريين قبل معركة موهاج، ولكن في منتصف القرن التاسع عشر، انخفض عددهم إلى أقل من 6 ملايين نسمة من إجمالي 14 مليون نسمة بسبب سياسات إعادة التوطين والهجرة المستمرة من البلدان المجاورة. أدت التغيرات الإقليمية الكبرى إلى التجانس العرقي للمجر بعد الحرب العالمية الأولى، واليوم، فإن أكثر من تسعة أعشار السكان مجريون عرقيًا ويتكلمون اللغة المجرية بصفتها لغتهم الأم.
يعتبر عيد أول ملك للمجر إسطفان الأول، والذي يصادف يوم 20 أغسطس، عيدًا وطنيًا في المجر، يحيي ذكرى تأسيس الدولة (يوم التأسيس).

## الأصول
استوطن المجريون بقيادة أرباد حوض الكارباتية عام 895م، وأسسوا إمارة المجر (896-1000). قام المجريون بعدة توغلات ناجحة في أوروبا الغربية، حتى أوقفهم الإمبراطور أوتو الأول في معركة ليشفيلد عام 955م.

## العصور الوسطى

### العصور الوسطى العليا
خلفت مملكة المجر المسيحية الإمارة إبان تتويج الملك إسطفان الأول (ابن الرئيس غيزا، وكان اسمه «فايك» حتى تعمد) في ازترغوم يوم عيد الميلاد عام م1000. كان أول ملوك المملكة من سلالة أرباد. قاتل ضد كوباني، وبمساعدة من بافاريا، هزمه بالقرب من فيسبرم عام 998م. تلقت الكنيسة الكاثوليكية دعمًا قويًا من إسطفان الأول، الذي أراد مع المسيحيين المجريين والفرسان الألمان إقامة مملكة مسيحية في أوروبا الوسطى. أُعلِن إسطفان الأول قديسًا كاثوليكيًا عام 1083م، وقديسًا أرثوذكسيًا عام 2000م.
تلت وفاته فترة من الثورات والصراعات بين الملوك والنبلاء. في عام 1051 حاولت جيوش الإمبراطورية الرومانية المقدسة غزو المجر، ولكنهم هزموا في جبل فيريتس. عانت جيوش الإمبراطورية الرومانية المقدسة من الهزائم المتتالية؛ كانت المعركة الثانية الكبرى في المدينة التي تدعى الآن براتيسلافا عام 1052. قبل عام 1052 أطاح ملك المجر صموئيل أبا بـ بيتر أورسيولو، أحد مناصري الإمبراطورية الرومانية المقدسة.
انتهت فترة الثورات هذه خلال حكم الملك بيلا الأول، الذي أشاد المؤرخون المجريون به لإدخاله عملة جديدة، مثل الدينار الفضي، ولإحسانه للأتباع السابقين لابن أخيه، سولومان. كان لازلو الأول ثاني أعظم ملك مجري، لتعزيزه الاستقرار في المملكة وتقويتها، وهو أيضًا من سلالة أرباد، وتم إعلانه كقديس. نجح المجريون تحت حكمه في قتال شعب الكومان واستحوذوا على أجزاء من كرواتيا عام 1091. بسبب أزمة سلالات في كرواتيا، وبمساعدة من النبلاء المحليين الذين دعموا مطالبته، تمكن من الاستيلاء بشكل سريع على المناطق الشمالية من المملكة الكرواتية «سلافونيا»، كان يطالب بالعرش لأن أخته كانت متزوجة من الملك الكرواتي زفونيمير، الذي توفي دون أبناء.
مع ذلك لم تخضع كامل كرواتيا للحكم الملكي حتى عهد خليفته كالمان. مع تتويج الملك كولومان ملكًا لكرواتيا ودالماسيا في بيوغراد عام 1102، توحدت مملكتا كرواتيا والمجر تحت تاج واحد. على الرغم من أن الشروط الدقيقة لهذه العلاقة بين المملكتين أصبحت محل نزاع في القرن التاسع عشر، إلا أنه يعتقد أن كالمان خلق نوعًا من الاتحاد بين المملكتين. كانت طبيعة العلاقة تتغير بمرور الوقت، واحتفظت كرواتيا بدرجة كبيرة من الاستقلال الداخلي عمومًا، في حين كانت السلطة الفعلية في يد النبلاء المحليين. تنظر السيرة التاريخية الكرواتية والمجرية الحديثة في الغالب إلى العلاقة بين مملكة كرواتيا (1102-1526) ومملكة المجر منذ عام 1102 على أنها شكل اتحاد شخصي، أي أنها كانت مرتبطة بملك مشترك للمملكتين. اعتبر إيستفان وربوسي، أحد أعظم رجال القانون والدولة المجريين في القرن السادس عشر، كرواتيا مملكة مستقلة عن المجر في أعماله.
في عام 1222 أصدر الملك المجري أندراس الثاني المرسوم الذهبي (بالإنجليزية: The Golden Bull) الذي أرسى مبادئ القانون.

### الغزو المغولي
في عام 1241، غزا المغول المجر، وفي حين بدا أن المعارك الصغرى الأولى مع طلائع جيوش سوبوتاي انتهت بانتصارات مجرية، دمر المغول في النهاية الجيش المجري وجيش شعب الكومان المتحدين في معركة موهي. في عام 1242، وبعد انتهاء غزو المغول، شيد الملك بيلا الرابع عدة قلاع وحصون دفاعية ضد أي غزو مستقبلي. امتن المجريون لذلك، واعتبروه «المؤسس الثاني للوطن»، وأصبحت المملكة المجرية قوة كبيرة في أوروبا مرة أخرى. في عام 1260، خسر بيلا الرابع حرب خلافة بابنبرغ، إذ هُزِم جيشه في معركة كريسنينبرون على يد القوات البوهيمية المتحدة. بيد أن القوات المجرية والنمساوية دمرت الجيش البوهيمي بشكل كامل بعد ذلك في معركة مارشفيلد عام 1278.
انتهت سلالة أرباد عام 1301 بعد وفاة أندراس الثالث. لاحقًا، حكمت سلالة أنجو (آل أنجو) المجر حتى نهاية القرن الرابع عشر. تلاهم العديد من الحكام الذين ليست لهم علاقة بالسلالة، منهم: الإمبراطور الروماني سيغيسموند، وماتياس كورفينوس حتى أوائل القرن السادس عشر.

### فترة حكم آل أنجو
عندما اغتيل سلف أندراس الثالث، لازلو الرابع، عام 1290، عُيّن النبيل كارلو مارتلو أنجو ملكًا فخريًا للمجر، وهو ابن ملك نابولي كارلو الثاني، وماري المجرية شقيقة لازلو الرابع. لكن أندراس الثالث أخذ التاج لنفسه وحكم دون أي مضايقات بعد وفاة كارل مارتلو عام 1295.
إبان وفاة الملك أندراس الثالث عام 1301، طالب كارولي روبرت ابن كارل مارتلو بالعرش، وبعد فترة من عدم الاستقرار، توج في النهاية ملكًا عام 1310. نفذ إصلاحات اقتصادية كبيرة، وهزم من تبقى من طبقة النبلاء المعارضين للحكم الملكي، بقيادة ماثيو الثالث. عاشت المملكة فترة من الازدهار والاستقرار في عهده، وعملت مناجم الذهب في المملكة بشكل مكثف وسرعان ما وصلت المجر إلى مكانة بارزة في إنتاج الذهب الأوروبي. حلّت عملة الفورنت المجري الجديدة محل الدينار، وبعد فترة قصيرة من تطبيق إصلاحات كارولي، بدأ اقتصاد المملكة في الازدهار مجددًا، بعد أن كان في حالة مزرية إبان الغزو المغولي.